# Donji Vinjani
 Ovo je članak o Donjim Vinjanima. Za druga značenja pogledajte Vinjani (razdvojba).
Donji Vinjani su naselje smješteno u Imotskom polju uz granicu s Bosnom i Hercegovinom. Nekada su Donji Vinjani pripadali gradu Imotskom zbog neposredne blizine Imotskog.
Kroz Donje Vinjane prolazi važna državna cestovna komunikacija prema zapadnoj Hercegovini u BiH.

## Zemljopis
Vinjani u Hrvatskoj su naselje/župa smještena je istočno i sjeveroistočno od Imotskog, do granice s Bosnom i Hercegovinom. Smještena je između 17°13'15" i 17°16'48" istočne zemljopisne dužine te 43°24'25" i 43°29'6" sjeverne zemljopisne širine. Ime Vinjana proteže se na i prostor u susjednoj Hercegovini, a prostor je razdijeljen nakon oslobođenja Imotskog od Turaka 1717. godine te Požarevačkim mirom 1718. godine. Površinom zauzimaju prostor od 3517 ha. Oko 53 % površine trenutno je pogodno samo za pašnjake. Uglavnom je obradiv prostor vinjanskog polja te u brdskom dijelu vrtače ili neke druge manje obradive površine. Na obradivi prostor otpada nešto više od 27 % ukupne površine Vinjana. Vinjani su slabo pošumljeni i na šume otpada tek oko 13 % površine. Donji Vinjani su prostor južno od državne ceste u pravcu Posušja prema granici, uključujući Jelaviće prema istoku.

## Povijest
Prostor Vinjana nastanjen je još od prapovijesti, o čemu nam svjedoče i brojne gomile, grobovi starih Ilira na cijelom prostoru župe. Iz hrvatskog srednjovjekovnog razdoblja nalaze se stećci na devet lokaliteta, a najznačajnija takva nekropola je kod Rudežovih kuća. Razne su hipoteze o podrijetlu imena Vinjani, ali ni jedna nije općeprihvaćena. Jedni govore da je naziv mjesta po ljudima koji imaju vina (lvin-jani) ili po talijanskoj riječi „vigne“ (vinogradi), drugi da je ime Vinjana došlo od srednjovjekovnog plemena Vinjani. Prvi do sada poznati spomen Vinjana je iz 1371. godine u pismu sastavljenu pred sucima Humske zemlje, pod čijom je vlašću bio i Imotski. U tom pismu se spominje spor kneževa Nimičića, Vuka i njegove braće Grgura i Prodana s Božikom Peručićem i njegovom braćom te sa svim Vinjanima. Suđenju je također bio nazočan i sudac Crasmir de Imota. Vuku i njegovoj braći je dodijeljena zemlja i Vuk, Grgur i Prodan se zakleše prema kraljevu običaju. Uz Zagvozd, koji se spominje u spisima Solinskog crkvenog sabora 533. godine, ovo je najstariji pisani trag bilo kojeg sela današnje imotske krajine. Drugi poznati spomen Vinjana u povijesti nam je iz turskog katastarskog popisa Sandžaka vilajeta Hercegovina, koji je sastavljen 1475. g. U njemu se spominje selo Vinjani, koje pripada Imotskom i u njemu tri obitelji: Vučihna sin Pavala, Vladislav sin Ivana, Radak sin Bratajina. Za turskih vremena Vinjani su obuhvaćali prostor današnjih zaselaka oko sv. Roka, Gornjih i Hercegovačkih Vinjana, Vira, Zagorja i Roškog Polja, a ostali dijelovi današnjih Donjih Vinjana pripadali su župi Gorica. Današnji Vinjani su međudržavnim razgraničenjem Venecije i Turske pripali Veneciji i 1717. godine. Makarski biskup Nikola Bijanković osnovao je posebnu kapelaniju, ovisnu o župi Imotski i koju su pastorizirali franjevci iz imotskog samostana. Njegov nasljednik biskup Stjepan Blašković godine 1747. proglasio je Vinjane samostalnom župom. Za vrijeme turske vladavine vinjanski je župnik stanovao u kod Đerekovih kuća, gdje su i danas vidljivi ostaci nekadašnje kuće i čatrnje. Nakon oslobođenja od Turaka župnik je stanovao u predjelu nekada zvanom Memedovići, dok kuća nije 1862. godine izgorjela u požaru. Nova je župna kuća sagrađena u razdoblju 1899. – 1902. godine, a temeljito je obnovljena 1999. godine za župnika fra Vinka Gudelja.

## Stanovništvo
| broj stanovnika | 1459  | 1584  | 820   | 1027  | 1100  | 1307  | 2844  | 1345  | 1845  | 1894  | 1917  | 1971  | 1952  | 2056  | 2063  | 2169  | 1735  |
|                 | 1857. | 1869. | 1880. | 1890. | 1900. | 1910. | 1921. | 1931. | 1948. | 1953. | 1961. | 1971. | 1981. | 1991. | 2001. | 2011. | 2021. |

## Poznate osobe
- Ferdo Bušić, hrvatski proljećar, studentski čelnik
- Ante Bruno Bušić, hrvatski domoljub, disident, književnik, povijesni istraživač, karizmatični prognanik 1970-ih godina i politički vođa hrvatske emigracije
- Ante Rebić, hrvatski nogometni reprezentativac

## Znamenitosti
- Crkva svetog Roka, 1882. g.